# Ricardo Palma
Ricardo Palma, (Ricardo Palma Soriano), peruansk författare. Född i Lima den 7 februari 1833, död där 6 oktober 1919. Palma började sin författarbana inom poesin. Han är känd som kritiker, poet, historiker och peruansk traditionalist. Efter Stillahavskrigen rekonstruerade han Nationalbiblioteket i Lima.
Palmas mest kända verk Tradiciones Peruanas, publicerade han mellan 1872 och 1906. Det är en samling berättelser från inkatiden, conquistadorernas ankomst och republikens bildande. Ricardo Palma är den författare som bäst har beskrivit det peruanska samhället.
Traditionerna finns utgivna i ett antal kompletta utgåvor, till exempel ISBN 84-494-1940-9 (Oceano förlag 2001), och ett otal samlingar med olika urval.  Böckerna är ännu inte översatta till svenska.